# Kwashiorkor
El kwashiorkor o la síndrome de kwashiorkor causa una malaltia en els infants deguda a l'absència de nutrients, com les proteïnes de la dieta. El nom de kwashiorkor deriva d'una de les llengües kwa de la costa de Ghana i significa "aquell que és desplaçat" referint-se a la situació dels nens més grans que han estat alletats i que abandonen la lactància una vegada que ha nascut un nou germà. Quan un nen neix, rep certs aminoàcids vitals per al creixement procedent de la llet materna. Quan el nen és desmamat, si la dieta que substitueix la llet té un alt contingut en fècula i carbohidrats, i és deficient en proteïnes, com és comú en diferents parts del món on el principal component de la dieta consisteix en midons vegetals, o on la fam fa estralls, els nens poden desenvolupar kwashiorkor.

## Signes i símptomes

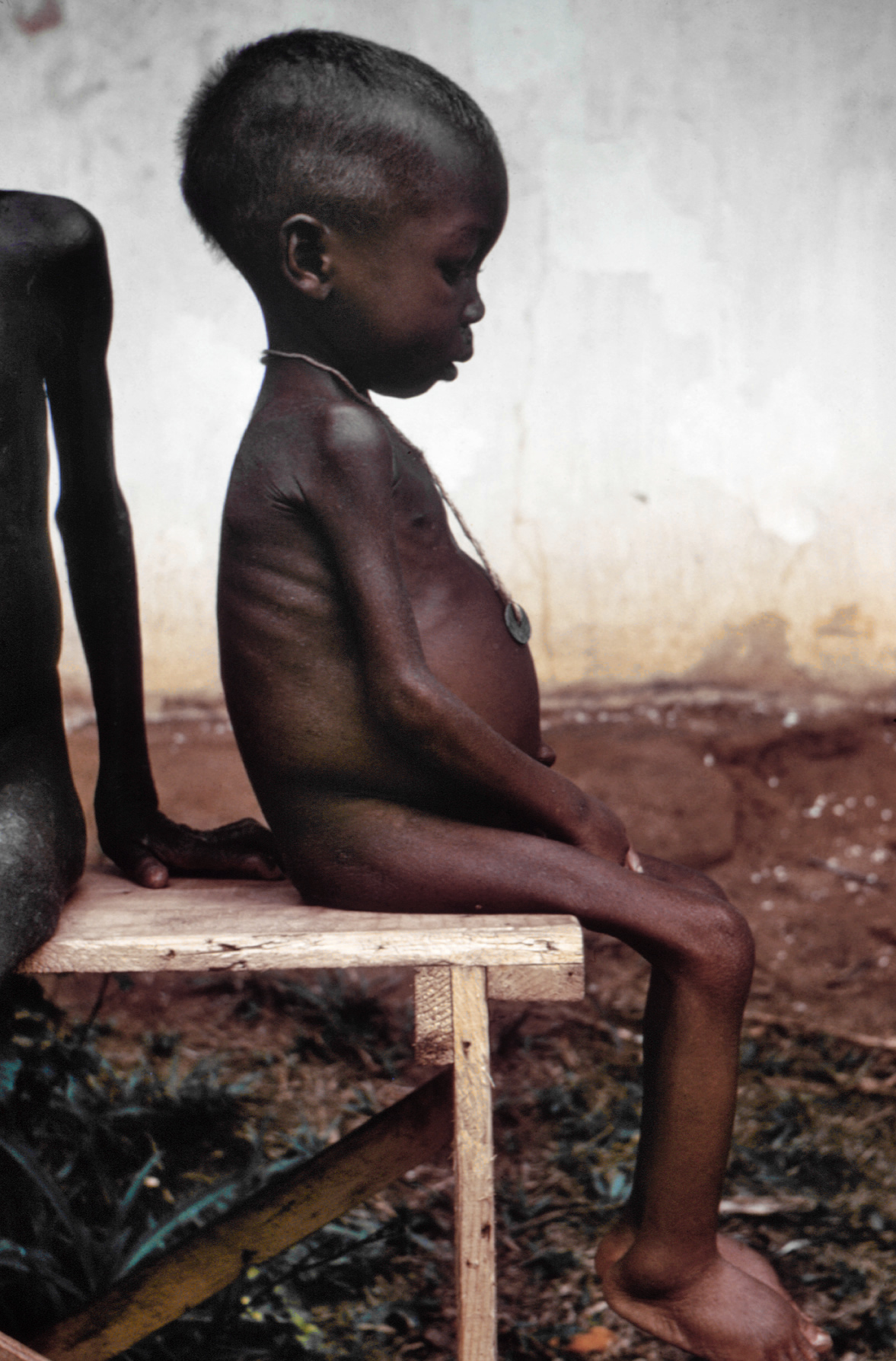
Finals de la dècada dels 60, la fotografia mostra assegut, un nen apàtic que estava entre molts casos de kwashiorkor trobats en els campaments de refugiats nigerians durant la guerra entre Nigèria i Biafra.

Els símptomes del kwashiorkor inclouen abdomen bombat, coloració vermellosa del cabell i despigmentació de la pell. L'abdomen bombat és a causa d'ascites o retenció de líquids en la cavitat abdominal per absència de proteïnes en la sang, afavoreix el flux d'aigua cap a l'abdomen. Generalment, la malaltia pot ser tractada afegint al menjar aliments energètics i proteïnes, no obstant això la mortalitat pot ser tan alta com del 60% i pot haver-hi seqüeles a llarg termini com nens amb talla curta, i en casos severs, desenvolupament de retard mental.

## Etiologia
Existeixen diverses explicacions per al desenvolupament del kwashiorkor que no deixen de ser controvertides. S'accepta que la deficiència de proteïnes, en combinació amb la falta d'energia i micronutrients en la dieta, és molt important però no són els factors més importants. El trastorn és molt semblant a la deficiència de nutrients indispensables com el ferro, l'àcid fòlic, el iode, el seleni, la vitamina C, especialment quan es combinen amb l'absència d'antioxidants, com el glutatió, albúmina, vitamina E i àcids grassos poliinsaturats. La deficiència de nutrients i antioxidants exposen a l'estrès i a la major susceptibilitat de patir infeccions.